# Rhopaloblaste gideonii
Rhopaloblaste gideonii là loài thực vật có hoa thuộc họ Arecaceae. Loài này được Banka mô tả khoa học đầu tiên năm 2004.